# Тетрамелесови
Тетрамелесовите (Tetramelaceae) са семейство растения от разред Тиквоцветни (Cucurbitales).
Таксонът е описан за пръв път от британския биолог Хърбърт Кенет Еъри Шоу през 1965 година.

## Родове
- Octomeles
- Tetrameles